# Catedral de Évora
La Catedral Basílica de Nuestra Señora de la Asunción (en portugués: Basílica Sé Catedral de Nossa Senhora da Assunção) es la catedral de la arquidiócesis de Évora, está emplazada en el centro histórico de Évora, declarado Patrimonio de la Humanidad por la Unesco, y constituye unos de los monumentos más importantes de la ciudad.

## Historia
La ciudad de Évora fue conquistada por los ejércitos cristianos en el año 1166, la construcción de la primitiva catedral se inició, poco después, en 1186, dedicada a la Virgen María, siendo consagrada en 1204. Se trata de un edificio marcado por la transición entre el estilo románico y el gótico. El templo ha sido objeto de distintas reformas y ampliaciones desde su primitiva construcción. Entre 1317 y 1340 se le incorporó el claustro de puro estilo gótico, en los siglos XV y XVI se añadieron el coro alto, el púlpito, el baptisterio y la capilla de Nuestra Señora de la Piedad, también conocida como Esporão, de estilo manuelino, por último en la primera mitad del siglo XVIII, se construyó en estilo barroco la capilla mayor.
La figura histórica más importante asociada con la catedral, fue la del cardenal y rey Enrique I de Portugal, apodado el piadoso, que fue arzobispo y cardenal de Évora. El cardenal Enrique, era hermano del rey Juan III de Portugal y sucedió en la corona de Portugal a su sobrino nieto Sebastián I de Portugal, tras la muerte de éste en la Batalla de Alcazarquivir. Con el fallecimiento del cardenal en 1580, se inició una crisis sucesoria, en la Corona portuguesa, que acabó con el nombramiento de Felipe II de España como rey de Portugal.

## Exterior del edificio
La fachada principal de la catedral, cubierta con granito rosa, muestra influencias de la catedral de Lisboa, así como de alguna otra catedral española como la de Salamanca y Zamora. Destaca la portada de forma porticada, con arco ojival y seis arquivoltas, las columnas están rematadas con una serie de esculturas en mármol, que representan a los apóstoles y que fueron ejecutadas alrededor de 1330, siendo atribuidas a los maestros Pero y Telo de Garcia. Flanqueando la portada se levantan dos torres asimétricas, ambas iniciadas en el periodo medieval y completadas durante el siglo XVI. Sobre el nártex, se abre una gran ventanal con tracería gótica que ilumina el interior del templo. Como otras iglesias portuguesas de la época, los muros exteriores se encuentran almenados y decorados con arcadas con ménsulas. También destaca sobremanera el cimborrio que se levanta en el crucero del templo, con una fila de ventanas que inundan el transepto y rematado por una aguja o chapitel.

## Interior
La catedral de Évora, construida en su fase inicial entre 1280 y 1340, fue ejecutada siguiendo el modelo de la planta de la catedral de Lisboa, que había sido construida en la segunda mitad del siglo XII en estilo románico. Los constructores de la catedral de Évora, como sucede en la de Lisboa, diseñaron un templo de cruz latina, con tres naves siendo la central de una mayor altura que las dos laterales.

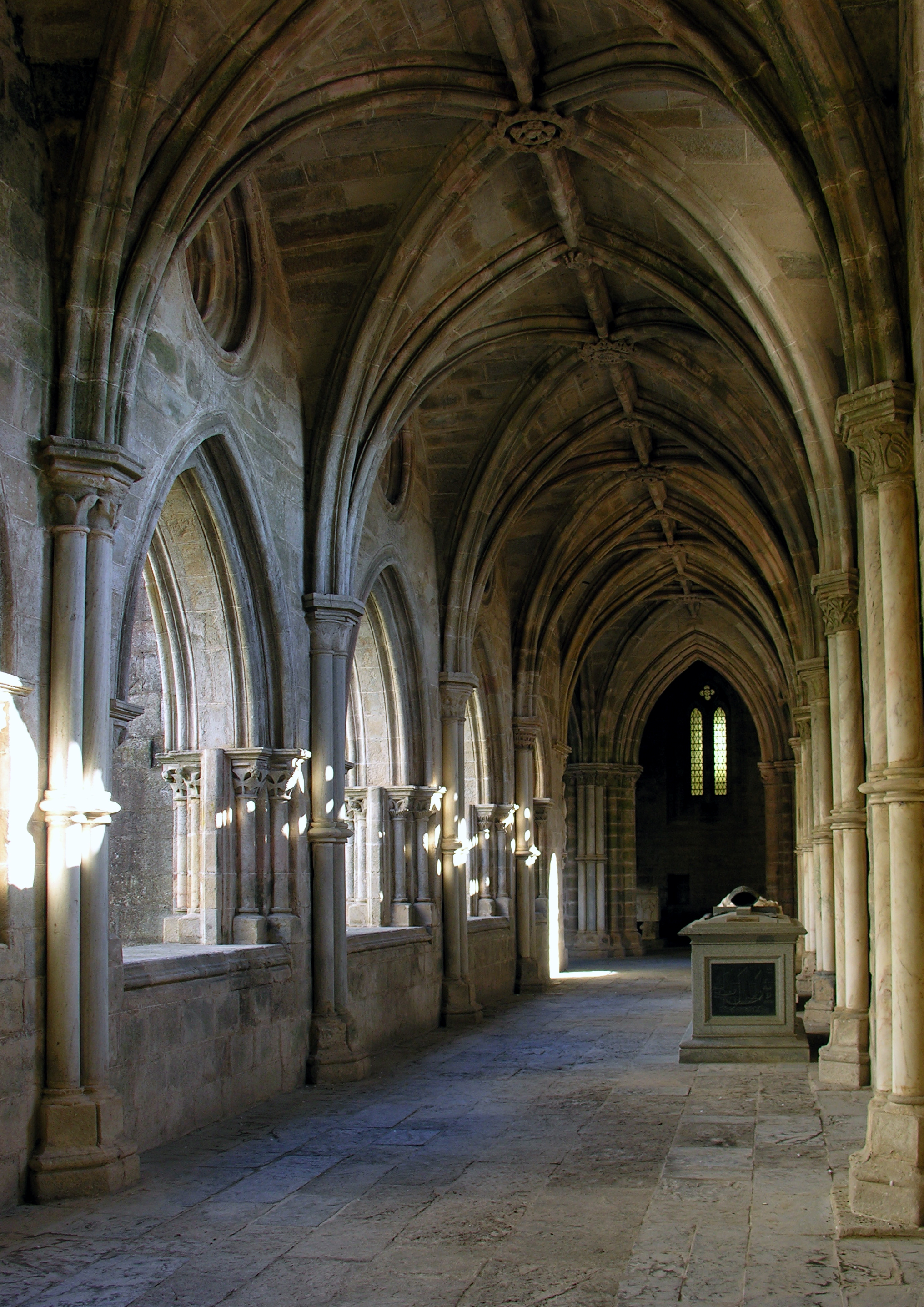
Vista del claustro de la Catedral de Évora.

## El claustro
El claustro de la catedral se construyó entre 1317 y 1340 en estilo gótico, y muestra también la influencia del claustro de la catedral de Lisboa. El uso del granito en su exterior le confiere un aspecto pesado y compacto, a pesar de los óculos, decorados con adornos de tracería geométrica, propia del gótico tardío, que se abren sobre los arcos del patio. En sus esquinas se levantan cuatro columnas-estatuas, de mármol, que representan a los evangelistas. La Capela do Fundador, la capilla funeraria del obispo Don Pedro, fundador del claustro, muestra en el centro de la capilla, su tumba con la figura yacente del obispo y una estatua del arcángel Gabriel y otra, policromada, de la virgen María. El piso superior del claustro, al que se accede a través de una escalera de caracol, ofrece una gran vista de la catedral y del paisaje circundante.